# Gersza I
Gersza vagy Gertia I (románul: Gersa I) település Romániában, Erdélyben, Beszterce-Naszód megyében

## Fekvése
Kisrebra közelében fekvő település.

## Története
Gertia korábban  Kisrebra része volt. 1956-ban vált külön településsé 753 lakossal. 1966-ban 834, 1977-ben 1167, 1992-ben 945, a 2002-es népszámláláskor pedig 822 román lakosa volt.